# Harold J. Kushner
Harold Joseph Kushner é um matemático, professor emérito de matemática aplicada da universidade Brown. Obteve um Ph.D. em engenharia elétrica na Universidade do Wisconsin-Madison em 1958.

## Prêmios e honrarias
- 1992 Prêmio Sistemas de Controle IEEE[1][2]
- 1994 Louis E. Levy Medal do Instituto Franklin[3][4]
- 2004 Prêmio Richard E. Bellman do American Automatic Control Council, por "fundamental contributions to stochastic systems theory and engineering applications, and for inspiring generations of researchers in the field"[5]